# Hiệu ứng từ quang Kerr
Hiệu ứng từ quang Kerr (tiếng Anh: Magneto-optic Kerr effect, viết tắt là MOKE) là một hiệu ứng quang từ mà ở đó ánh sáng phản xạ trên các bề mặt của vật liệu bị từ hóa thì bị thay đổi cả về tính chất phân cực cũng như độ phản xạ. Tên hiệu ứng này được đặt theo tên của nhà vật lý người Scotland Rev. John Kerr, người đã phát hiện ra hiệu ứng này vào năm 1877. MOKE là một hiệu ứng thuộc nhóm hiệu ứng Kerr.

## Mô tả hiệu ứng
Khi ánh sáng phản xạ trên một bề mặt vật liệu bị từ hóa, tương tác giữa mômen từ và ánh sáng có thể dẫn đến việc ánh sáng phản xạ bị thay đổi tính chất phân cực cũng như độ phản xạ tùy theo chiều của từ độ. Hiệu ứng này khác với hiệu ứng Faraday ở chỗ hiệu ứng Faraday ghi nhận ánh sáng truyền qua và tùy theo sự định hướng của chiều từ độ mà có thể có nhiều kiểu MOKE.

Ba kiểu MOKE tương ứng với sự định hướng tương đối giữa độ từ hóa và chiều của ánh sáng tới

### Hiệu ứng từ quang Kerr đứng (Polar MOKE)
Hiệu ứng MOKE đứng xảy ra khi véctơ từ độ vuông góc với mặt phẳng phản xạ (bề mặt của mẫu từ hóa) và song song với mặt phẳng của ánh sáng tới. Trong các thực nghiệm của hiệu ứng này, người ta thường sử dụng chùm tia tới gần như vuông góc với bề mặt của mẫu.

### Hiệu ứng từ quang Kerr dọc (Longitudinal MOKE)
MOKE dọc là hiệu ứng xảy ra khi véctơ từ độ song song với cả mặt thẳng tới và mặt phẳng phản xạ. Trong cơ cấu thí nghiệm của MOKE dọc, chùm tia sử dụng thường không vuông góc với bề mặt mẫu, và nếu chùm sáng tới là một chùm sáng phân cực thẳng thì chùm phản xạ sẽ trở thành phân cực ellipse với độ thay đổi tỉ lệ thuận với thành phần từ độ song song với mặt phẳng phản xạ và song song với mặt phẳng tới.